# Малтоза
Малтоза, је дисахарид изграђен од две јединице глукозе спојене α(1→4) везом. Други је члан важне биохемијске серије глукозних ланаца. Додатак још једне јединице глукозе даје малтотриозу, док је ланац четири глукозе малтотетроза, итд. Даље додавање даје декстрине, који се такође називају малтодекстринима, и коначно скроб.
Малтоза се хидролизом може разложити на два молекула глукозе. У живим организмима, ензим малтаза ово постиже врло брзо. У лабораторији загревање са јаком киселином неколико минута постиже исти ефекат.

## Галерија
- Сируп малтозе